# Броненосцы типа «Лорд Нельсон»
Броненосцы типа «Лорд Нельсон» (англ. Lord Nelson class battleships) — серия британских эскадренных броненосцев 1900-х годов. Последний тип эскадренных броненосцев Великобритании, корабли типа «Лорд Нельсон» стали и самыми крупными из британских кораблей этого класса. Конструктивно броненосцы серии представляли собой развитие предыдущего типа, «Кинг Эдуард VII» и продолжили начатую последними тенденцию к усилению артиллерии среднего калибра. По сравнению с предшественниками, на броненосцах типа «Лорд Нельсон» вспомогательная артиллерия состояла из однотипных 234-мм орудий вместо смеси 234-мм и 152-мм, помимо этого была усилена бронезащита кораблей.

## История
Корабли серии «Лорд Нельсон» стали последними классическими эскадренными броненосцами Великобритании (впрочем, из-за увеличенного калибра вспомогательной батареи их иногда относили к типу «полудредноутов» — Semi-Dreadnought Battleships). Несмотря на теоретически большие их боевые возможности по сравнению с предшественниками, опыт эксплуатации этого и предыдущего типов броненосцев показал тупиковость направления по усилению вспомогательного вооружения: при увеличившихся дистанциях боя, помимо общего падения эффективности орудий меньшего калибра, различать всплески от падения 305-мм и 234-мм снарядов, и соответственно, корректировать стрельбу, становилось практически невозможным. Всего в рамках бюджета на 1904/1905 годы была начата постройка двух броненосцев типа «Лорд Нельсон», но уже через несколько месяцев после этого был заложен линейный корабль нового типа — «Дредноут» — сделавший устаревшими их и все предыдущие броненосцы. Ускоренная достройка нового корабля, для которого были использованы предназначенные для типа «Лорд Нельсон» орудия главного калибра, привела к тому, что броненосцы этого типа вступили в строй после него, лишь в 1908 году.

## Конструкция

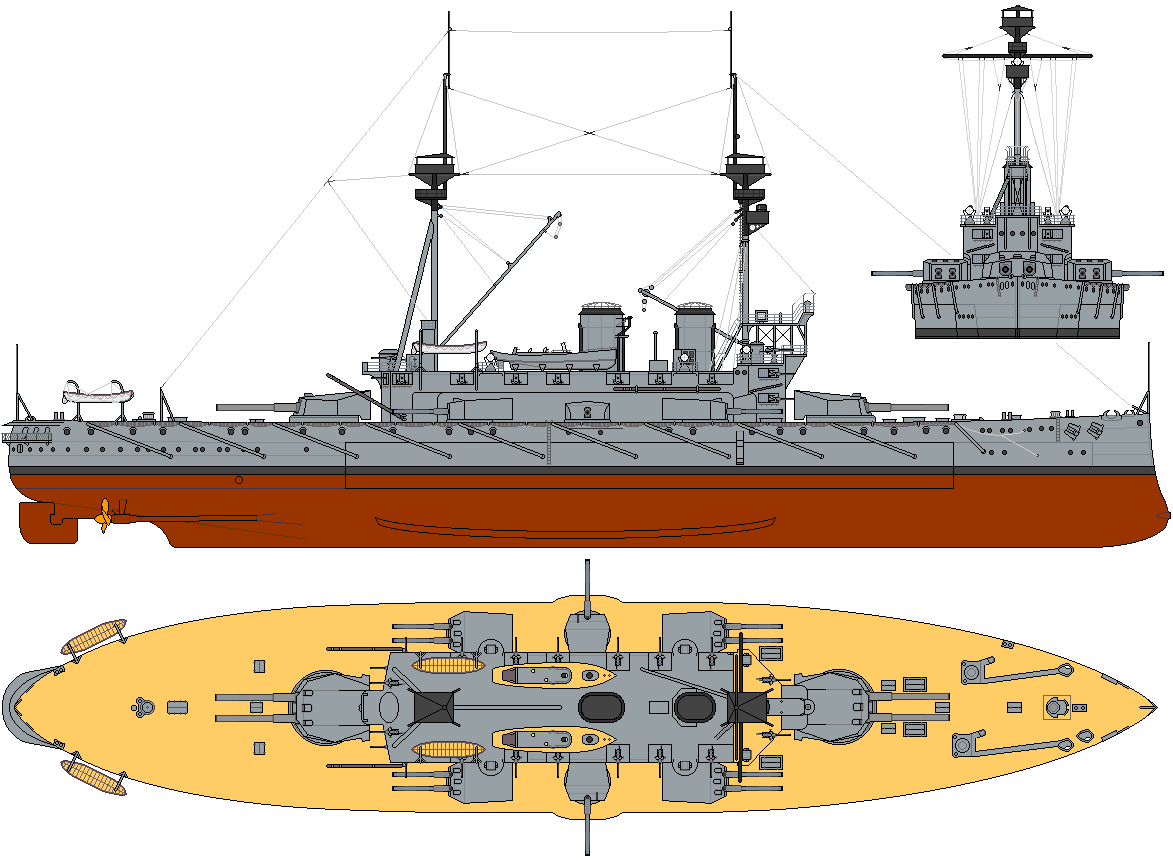
Схема броненосца «Агамемнон» (по состоянию на 1908 год)

Будучи по проекту на 360 т тяжелее «Кинга Эдуарда VII» и неся больше брони, доля нагрузки, отпущенная на корпус «Лорда Нельсона», составляла всего 5720 т, то есть на 180 т меньше, чем у предшественника. Однако тщательная экономия веса в процессе постройки дала итог: водоизмещение готового корабля получилось 16 090 т вместо проектных 16 500 т. В результате более мощный и хорошо бронированный броненосец оказался легче «Британнии».

### Вооружение
Главный калибр броненосцев «Лорд Нельсон» составляли четыре 305-миллиметровых 45-калиберных орудия Mk-X. Эти новые орудия были одними из лучших на тот момент образцов морской тяжелой артиллерии. Установленные попарно в носовой и кормовой орудийных башнях, орудия запускали 386-килограммовый бронебойный снаряд с начальной скоростью до 830 метров в секунду. На дистанции в 10000 метров снаряд пробивал до 270 миллиметров брони. Эффективная дальнобойность, из-за ограничения угла возвышения 13,6 градусами, составляла около 15000 метров, что считалось уже не вполне достаточным. Перед Первой Мировой, в попытке увеличить дальнобойность орудий, предельный угол возвышения был увеличен до 16 °, и приняты более тяжёлые (то есть медленнее тормозящиеся в полете) снаряды: однако выигрыш составил лишь около 1500 метров.
Основу вооружения «Лордов Нельсонов» составляла, однако, их чрезвычайно мощная батарея «промежуточных» 234-миллиметровых орудий. Разработанные как ответ на увеличение дистанций морского боя (сделавшее неэффективными 152-мм скорострельные орудия), эти новые пушки имели длину ствола в 50 калибров, и запускали 172-кг снаряд с начальной скоростью до 881 м/с. На дистанции в 3000 метров такой снаряд пробивал 178-мм плиту из крупповской брони. Эффективная дальнобойность составляла до 15000 метров.
Британцы учли недостатки предыдущего класса эскадренных броненосцев, главным из которых было недостаточное число орудий промежуточного калибра. Промежуточная батарея «Лордов Нельсонов» состояла из десяти 234-мм орудий, в четырёх двухорудийных и двух одноорудийных башнях. Все башни промежуточного калибра были сгруппированы побортно в центре корпуса: одноорудийная башня стояла между двумя двухорудийными. При теоретической сокрострельности до 5 выстрелов в минуту (практически в бою скорострельность составляла не более 2 выстрелов в минуту), линкор мог навести по 5 орудий промежуточного калибра на каждый борт и по 4 как погонные или ретирадные. Однако, так как центральная (одноорудийная) башня на каждом борту находилась на одном уровне с крайними (двухорудийными), её сектор обстрела был сильно ограничен.
Кроме того, как выяснилось на практике, отличать разрывы снарядов 305-миллиметровых и 234-миллиметровых орудий в бою было практически невозможно: из-за этого эффективное управление огнём на дальних дистанциях могло быть достигнуто лишь чередованием залпов главного и промежуточного, что автоматически аннулировало главное преимущество 234-мм орудий, их высокую скорострельность.
Противоминное вооружение броненосца состояло из 24 76-миллиметровых скорострельных орудий. Пушки располагались на крыше широкой квадратной надстройке в центре корпуса (еще несколько орудий стояли в конструкции надстройки). На момент введения кораблей в строй эта артиллерия уже не вполне соответствовала требованиям борьбы с современными эсминцами, живучесть которых, равно как и скорость и дальность торпедной атаки, сильно возросли. Кроме того, противоминная артиллерия не имела никакой защиты, и буквально одно удачное попадание фугасного снаряда могло вывести из строя сразу несколько орудий.
«Лорд Нельсоны» были последними линкорами британского флота, несущими таран. Дистанции боя к этому времени возросли настолько, что вероятность успешного тарана в реальной обстановке была сведена практически к нулю. Скорее по традиции, корабли все ещё несли подводное вооружение из пяти 450-миллиметровых подводных аппаратов.
| Сравнения орудий Нельсона и Кинга Эдуарда VII |                         |                                        |
| Пушка                                         | Начальная скорость, м/с | Пробитие КЦ броневой плиты в калибр, м |
| 12"/45                                        | 831                     | 6900                                   |
| 12"/40                                        | 796                     | 4400                                   |
| 9,2"/50                                       | 876                     | 4730                                   |
| 9,2"/47                                       | 839                     | 4150                                   |

### Броневая защита

Сечение по миделю

Броню изготовила компания «CyclopWorks, Cammell and Co» из Шеффилда.
Поясная броня, броневые траверзы, боевая рубка, башни выполнялись из крупповской цементированной брони, защита подачи боезапаса, гласисы 234 мм орудийных башен, средняя палуба — из крупповской нецементированной брони, коммуникационные трубы — из стали марки «Эра», остальное — изготовлялось из мягкой мартеновской стали.
Броневая защита «Лордов Нельсонов» была усилена радикально. Отказ от 152-миллиметровых орудий с их казематами, позволил существенно сократить высоту верхнего броневого пояса и за счёт этого увеличить толщину основного. Его верхний край располагался на уровне средней палубы, на 0,6 м выше ватерлинии, а нижний уходил в воду на 1,5 м, утончаясь до 152 мм.
Толщина главного пояса «Лорда Нельсона» и «Агамемнона» составляла 305 мм в цитадели и 203-мм в оконечностях. Сверху, от фугасных снарядов и среднекалиберных орудий, корпус прикрывал 203-мм верхний пояс. По степени вертикальной защиты, «Лорды Нельсоны» были самыми мощными кораблями британского флота в то время, превосходя даже первые дредноуты. Только построенные в 1909 году сверхдредноуты типа «Орион» превзошли последние британские броненосцы по мощности защиты.
На этих кораблях впервые были применены «сплошные» водонепроницаемые переборки в подводной части, лишенные коммуникационных люков и имевшие минимум технических отверстий. Связь между отсеками осуществлялась только в надводной части корабля. Подобная конструкция подвергалась критике ввиду сложности связи между отсеками в небоевой обстановке: с другой стороны, в бою, минимизация числа отверстий в переборках снижала риск распространения затопления за пределы пробитого отсека.

### Силовая установка
«Лорд Нельсон» и «Агамемнон» получили в качестве главных механизмов две вертикальные четырёхцилиндровые паровые машины тройного расширения с конденсаторами поверхностного типа, каждая из которых работала на свой винт.
Они стали последними в Королевском флоте линкорами с паровыми машинами. Для «Лорда Нельсона» машины изготовила фирма-строитель, для «Агамемнона» — фирма «Хоторн Лесли». Рабочее давление пара 19,35 атм. (17,6 атм. на входе в машину).
Скорость на испытаниях:
- «Лорд Нельсон» — 18,7 узлов при 17,445 л. с.,
- «Агамемнон» — 18,5 узла при 17,270 л. с.[5]

На переднем ходу винты имели вращение к корпусу, как на броненосцах типа «Канопус», так как считали, что оно обеспечивает лучшие условия набегания потока воды, по сравнению с вращением от корпуса, однако оно ухудшало управляемость кораблей на малых ходах.

## Служба
В отличие от броненосцев предыдущих типов, часто перемещавшихся между флотами, оба корабля типа «Лорд Нельсон» ранние годы своей службы провели постоянно во Флоте метрополии. На начальном этапе Первой мировой войны броненосцы входили в состав Флота Канала, а в 1915 году были переведены на Средиземное море, где приняли участие в Дарданелльской операции. С окончанием войны, в 1919 году оба броненосца были выведены в резерв. «Лорд Нельсон», как и другие устаревшие броненосцы, был в 1920 году снят с вооружения и продан на слом. «Агамемнон» же был переоборудован в радиоуправляемый корабль-мишень и в этом качестве использовался до 1926 года, последним из британских броненосцев отправившись на слом в 1927 году.

## Представители
| Название                   | Верфь          | Закладка    | Спуск на воду   | Вступление в строй | Судьба                |
| -------------------------- | -------------- | ----------- | --------------- | ------------------ | --------------------- |
| «Лорд Нельсон» Lord Nelson | Palmer, Jarrow | 18 мая 1905 | 4 сентября 1906 | октябрь 1908       | продан на слом в 1920 |
| «Агамемнон» Agamemnon      | Beardmore      | 15 мая 1905 | 23 июня 1906    | июнь 1908          | продан на слом в 1927 |